# 미산면 (보령시)
미산면(嵋山面)은 대한민국 충청남도 보령시에 속한 면이다.

## 개요
미산면은 보령호에서 충남 서북부 지역의 인근 7개 시군 70만 주민의 식수원을 공급하고 있으며 주변경관이 수려할 뿐만 아니라 이설도로를 따라 푸른물을 감상하며 드라이브를 할 수 있는 색다른 멋을 즐길 수도 있다. 보령호 주변 아미산(해발575m)에는 중대암이 있으며 보령호를 한눈에 감상할 수 있는 양각산이 위치해 있어 관광객들에게 인기가 있는 곳이다. 특산물로는 국립농산물품질관리원에서 저농약으로 인증받은 “보령호 청정쌀”과 표고버섯, 취나물 등 친환경 농산물이 생산되고 있다.

## 역사
- 조선시대 충청도 남포군 북외면(北外面), 심전면(深田面)
- 1895년 음력 윤5월 1일 홍주부 남포군[2]
- 1896년 8월 4일 충청남도 남포군[3]
- 1914년 4월 1일 남포군 북외면(北外面), 심전면(深田面)를 합하여 보령군 미산면(嵋山面)으로 개편하였다.[4] (16리)
- 1970년 7월 27일 미산면 성주출장소를 설치하였다.[5]
- 1986년 4월 1일 성주출장소(성주리, 개화리)를 성주면으로 승격하였다.[6] (14법정리)
- 1995년 1월 1일 충청남도 보령시 미산면[7]

## 법정리
- 평라리
- 도화담리
- 풍계리
- 용수리
- 늑전리
- 도흥리
- 봉성리
- 옥현리
- 은현리
- 내평리
- 삼계리
- 대농리
- 풍산리
- 남심리